# الجسد (فلم 2012)
الجسد (بالإسبانية: El cuerpo) هو فيلم غموض وإثارة وجريمة إسباني أخرجه أوريول باولو سنة 2012، وبطولة كل من خوسيه كورونادو وبيلين رودا وهوغو سيلفا وآخرون.

## القصة
تدور أحداث الفيلم حول التحقيق في اختفاء جثة امرأة من مشرحة، ويحاول رجال المباحث الكشف عن سبب وفاتها واختفاها في ظروف غامضة.

## روابط خارجية
- مقالات تستعمل روابط فنية بلا صلة مع ويكي بيانات